# Allvar Gullstrand

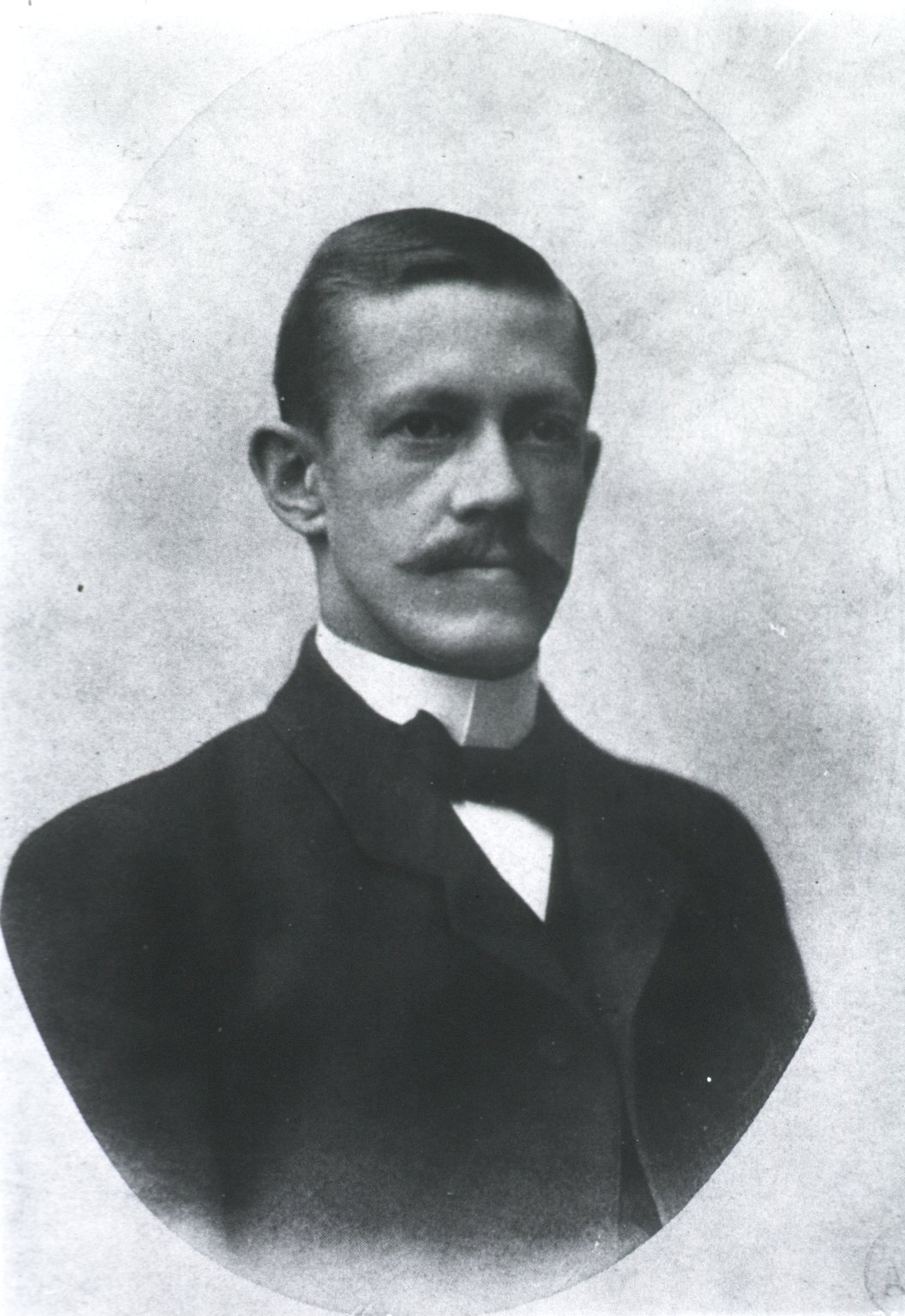
Allvar Gullstrand

Allvar Gullstrand (Landskrona, Suècia 1862 - Estocolm 1930) fou un oftalmòleg i professor universitari suec guardonat amb el Premi Nobel de Medicina o Fisiologia l'any 1911.

## Biografia
Va néixer el 5 de juny de 1862 a la ciutat sueca de Landskrona. Va iniciar els seus estudis de medicina a la seva ciutat natal per després inscriure's a la Facultat de Medicina de la Universitat d'Uppsala i graduar-se a la Universitat d'Estocolm l'any 1888. El 1891 fou nomenat professor docent en l'àrea d'oftalmologia a l'Institut Karolinska, i el 1894 la prefectura d'oftalmologia de la Universitat d'Uppsala. Va abandonar la cirurgia oftalmològica el 1914, per dedicar-se a la investigació sobre instruments òptics com a Professor de Fisiologia Òptica de la mateixa universitat.
Va morir el 28 de juliol de 1930 a la seva residència d'Estocolm.

## Recerca científica
Gullstrand va contribuir extensament a l'oftalmologia clínica i a la cirurgia oftalmològica mitjançant les seves teories i investigacions, especialment sobre l'estigmatisme. Va dissenyar el llum d'esquerda i l'oftalmoscopi lliure de reflex, va desenvolupar tècniques quirúrgiques per al tractament de la simblefària i unes lents correctores per a emprar després de les intervencions de cataractes i la redefinició de la teoria de l'acomodació. Així mateix va aplicar mètodes matemàtics a l'estudi d'imatges òptiques i de la refracció de la llum sobre l'ull.
L'any 1911 fou guardonat amb el Premi Nobel de Medicina o Fisiologia pels seus treballs sobre les diòptries de l'ull. En ser-li concedit el guardó inicialment el rebutjà però posteriorment l'acceptà.

## Reconeixements
En honor seu s'anomenà el cràter Gullstrand sobre la superfície de la Lluna.